# Bacino degli Iullemmeden

Localizzazione del bacino

Bacini sedimentari dell'Africa occidentale

Il bacino degli Iullemmeden, noto anche come bacino dell'Azawagh, è un importante bacino sedimentario dell'Africa occidentale, che si estende per circa 1000 km in direzione nord-sud e per circa 800 km in direzione est-ovest. Copre il Niger occidentale e in minor parte Mali, Algeria, Nigeria e Benin. Il suo nome deriva dagli Iullemmeden (o Iwellemmeden), una confederazione Tuareg distribuita tra il Niger occidentale e il Mali orientale.
L'area del bacino Iullemmeden ha cominciato a subsidere tra il Permiano e il Triassico nel periodo Permo-Triassico; tra il Cretaceo superiore ed il Paleogene, il costante accumulo sedimentario ha causato una progressiva curvatura degli strati.
Due importanti faglie attraversano il centro del bacino con direzione NNE-SSW; nel nord-est del bacino, nei pressi delle montagne dell'Aïr, si trovano faglie con direzione WSW-ENE.
I sedimenti, datati dal Cambriano al Pleistocene, formano una coltre con potenza variabile tra 1.500 e 2.000 metri, costituita da un'alternanza di strati di origine marina e continentale.
Esistono giacimenti minerari potenzialmente importanti di minerali uraniferi e ramiferi, di carbone e di salgemma. Il Niger è uno dei maggiori produttori al mondo di uranio.